# Hayrat
Hayrat là một huyện thuộc tỉnh Trabzon, Thổ Nhĩ Kỳ. Huyện có diện tích 337 km² và dân số thời điểm năm 2007 là 8142 người, mật độ 24 người/km².